# 13 (nombre)
Pour les articles homonymes, voir 13 (homonymie).
Le nombre 13 (treize) est l'entier naturel qui suit 12 et précède 14.

## En mathématiques
Le nombre 13 est :
- le 6e plus petit nombre premier (jumeau avec 11, cousin avec 17, sexy avec 19 et 7) ;
- l'un des trois seuls nombres premiers de Wilson connus ;
- le cinquième exposant premier de Mersenne, donnant 8 191 ;
- le troisième nombre premier chanceux ;
- un nombre premier super-singulier ;
- le 2e nombre premier brésilien car 13 = 1113 ;
- le 2e nombre étoilé à 6 branches et le 3e nombre carré centré ;
- le septième nombre de Fibonacci ;
- la somme des trois premières puissances de 3 (30 + 31 + 32 = 13) ;
- la somme des deux premiers carrés de nombres premiers (22 + 32 = 13).

En base bibi-binaire, sa notation est DA.
Il existe 13 solides d'Archimède donc (à chiralité près) 13 solides de Catalan, leurs polyèdres duaux.
Le développement décimal de l'inverse de 13 est 6-périodique (1/13 = 76 923/999 999 = 0,076 923 076 923… ) donc il en est de même (pour la partie après la virgule) du développement décimal de toutes les fractions dont le dénominateur est 13.
À 13, la fonction de Mertens fixe une nouvelle valeur basse à –3, puis la valeur –4 pour le nombre 31.
Quelques astuces arithmétiques facilitent le calcul mental de la racine treizième d'un nombre de 100 chiffres.

## Superstition sur le nombre 13
Le nombre 13 est au centre de nombreuses superstitions. Le terme technique pour qualifier la peur du nombre 13 est une triskaïdékaphobie, et pour la peur du vendredi treize paraskevidékatriaphobie. Pour certaines personnes le nombre 13 peut au contraire porter bonheur.

Les nombreuses incidences du nombre 13 dans divers domaines temporels, religieux, historiques ou mathématiques semblent expliquer le caractère mystérieux et les superstitions entourant ce nombre :
Dans les religions chrétiennes, le nombre 13 est un symbole à la suite d'une interprétation de la Cène où Jésus avait réuni les douze Apôtres autour de lui, dont l'apôtre Judas, le traître qui conduira Jésus à la mort par crucifixion. Ils étaient donc treize à table et le nombre 13 fut ainsi associé aux malheurs et aux souffrances de Jésus. Pourtant c'est le 13 du mois, du 13 mai au 13 octobre 1917, que la vierge Marie serait apparue à trois bergers dans les landes du village de Fatima (Portugal). Le pape Jean-Paul II, grièvement blessé par balle sur la place Saint-Pierre à Rome le 13 mai 1981, attribua sa survie à l'intervention de Marie lors de sa fête liturgique de Notre-Dame de Fatima.
La phobie du numéro 13 pourrait provenir de l'Antiquité. Au IVe siècle av. J.-C., Philippe II de Macédoine, eut l'idée d'ajouter sa statue à celle des 12 Dieux et il fut assassiné peu de temps après. Cependant, le caractère de mauvais augure associé à ce chiffre provient de superstitions ultérieures (notamment la superstition des pays chrétiens) car après le IVe siècle av. J.-C., il arrivait encore de qualifier un roi ou un empereur de treizième dieu, et donc de considérer ce chiffre comme de bon augure.
Mem, la treizième lettre de l'alphabet hébreu, est la première lettre du mot met (מת), qui signifie mort. Le même parallèle peut être fait avec le "M" de la langue Française.
Il en va de même du tarot, où la treizième carte représente la Mort par un squelette en train de faucher. Mais dans la symbolique du tarot de Marseille, le treizième arcane peut aussi signifier chasser les anciens schémas pour repartir sur de nouvelles bases, ce qui peut être interprété comme une renaissance. La Mort est un arcane sans nom, ce qui la rapproche du Mat, qui est un arcane sans nombre (le mot "mat" pouvant être interprété comme "mort, décédé" dans l'expression "échec et mat").
Le nombre 13 représente aussi le nombre de lunaisons (et, selon certains, de cycles menstruels) dans une année.
Le treize suit le nombre douze, symbolisant accomplissement et cycle achevé et très symbolique dans la mythologie chrétienne où il est un nombre « saint ». Il y a 12 mois dans l'année, 12 heures le jour et 12 la nuit ; il y a 12 signes du zodiaque, 12 dieux dans l'Olympe, 12 travaux d'Hercule, 12 tribus d'Israël et 12 apôtres de Jésus. Le nombre est divisible par 2, 3, 4, ou 6 alors que 13 n'est divisible que par 1 et par lui-même seulement. Treize est plutôt source de déséquilibre et tombe dans une portion opposée du divin, et marque une évolution fatale vers la mort, vers l'achèvement d'une puissance et d'un accomplissement.
Certains millénaristes estimaient que la fin du monde aurait lieu le 21 décembre 2012, date correspondant à la fin du calendrier maya en compte long, soit 13.0.0.0.0. La longueur de l'un des deux cycles des calendriers religieux Tzolk'in (maya) et Tonalpohualli (aztèque) est en effet 13, l'autre étant 20.
Voir aussi l'article « Vendredi 13 ».

## Dans d'autres domaines
Le nombre 13 est aussi :
- l'âge du début de l'adolescence dans la culture anglo-saxonne (en anglais, le nom des nombres de treize à dix-neuf se terminent par teen, d’où le nom de teenagers) et de la Bar Mitzvah dans la tradition juive,
- le nombre préféré de la chanteuse américaine Taylor Swift, représentant de plusieurs faits de sa vie, son anniversaire (13 décembre 1989), le nombre de semaines avant que son 1er album devienne disque d'or...
- le numéro atomique de l'aluminium,
- le numéro de la sourate Ar-Ra'd dans le Coran,
- le nombre de pains dans une « douzaine de boulanger », dans la culture anglo-saxonne,
- le code ASCII et Unicode exprimé en base 10 pour le retour chariot,
- « malchanceux pour certains », dans le vocabulaire du bingo,
- le nombre de dimensions dans certaines théories de la relativité,[réf. nécessaire]
- le nombre de joueurs d'une équipe de rugby à XIII et le numéro de l'un des deux centres d'une équipe de rugby à XV,
- le nombre de colonies d'origine des États-Unis et le nombre initial d'étoiles et de bandes du drapeau des États-Unis (les nombres actuels sont : 50 étoiles et 13 bandes),
- le nombre d'étoiles sur le drapeau valaisan, chacune représentant un district,
- le numéro du département français des Bouches-du-Rhône,
- le numéro de l’arrondissement des Gobelins communément appelé le 13e arrondissement de Paris, et comme Paris n’avait que douze arrondissements jusqu’en 1860, être marié au treizième arrondissement  signifiait vivre maritalement, sans être marié[2] avant cette date,
- le nombre d'années de mariage des noces de muguet,
- le nombre de générations maudites dans la malédiction des Templiers,
- le nombre sur certains tatouages :
  - en chiffres romains sur l'épaule de Rouge XIII, un des protagonistes de Final Fantasy VII,
  - sur des Hells Angels, en référence à la lettre M, pour « marijuana »,
  - sur le héros de la série XIII, au niveau du torse,
  - sur le poignet de Park Jimin, membre du groupe sud-coréen BTS.
- le nombre de types de triangles amoureux[3].
- La corde à treize nœuds fut un outil des bâtisseurs de cathédrales.
- Le treizain ou « treizain religieux » est un ensemble de 13 pièces de monnaie qui sont remises par le fiancé à sa fiancée lors de la cérémonie de mariage.
- Le groupe Indochine (groupe) a nommé 13 son dernier album sorti en 2017 donnant lieu au 13 Tour.
- 13 est le thème de la treizième édition du Nikon Film Festival.
- 13 Tzameti, film français.